# 謝承
謝 承（しゃ しょう、生没年不詳）は、中国後漢末期から三国時代の呉にかけての人物。字は偉平。揚州会稽郡山陰県の出身。父は謝煚。叔父は謝貞。姉は謝夫人（孫権夫人）。子は謝崇・謝勗。孫娘は謝仙女。

## 生涯
博学で見識が広く、一度見たり知ったりした事は、一生涯忘れる事が無かったという。特に後漢の歴史についての見聞が深かった。呉郡の督郵を務めた。孫権に嫁いでいた姉が死去して十数年後、五官郎中に任じられ、やがて長沙東部都尉・武陵太守に昇進した。
著書に『後漢書』130巻、『会稽先賢伝』7巻があるが、いずれも散逸している。中華民国の魯迅は、『太平御覧』から謝承の部分を抜いて書き出し、1巻相当分を復元している。

## 一族
父の謝煚は、後漢の尚書令・徐県県令を歴任した。若い時から仁や孝に基づいて行動し、物事にも深く見通しており、優れた才能があったという。
叔父の謝貞は、法度を正しく履き行ない、学問を愛好し正義を尊んだという。孝廉に推挙され、豫章郡の建昌県長となり、在官のまま死去した。
子の謝崇が揚威将軍に、謝勗も呉郡太守となった。二人とも名の知られた人物であったという。